# تشين لين (سلالة مينغ)
تشين لين (بالصينية المبسطة: 陈 璘؛ بالصينية التقليدية: 陳 璘؛ بالكورية: 진린؛ 1543-1607)، وُلِد في شاوغوان، غوانغدونغ، وكان جنرالًا صينيًا وأدميرالًا في بحرية سلالة مينغ الحاكمة.
قمع الانتفاضات المحلية في غوانغدونغ وغويتشو. شارك كقائد عام في معركة نوريانغ، جنبًا إلى جنب مع الأدميرال الكوري إي سن شن، حيث تم لهما الفوز بحرب إمجين، والدفاع عن جوسون كوريا، وهزيمة الغزاة اليابانيين (بقيادة تويوتومي هيده-يوشي). أصبح تشين لين مؤسس إحدى عشائر تشين الكورية (عشيرة غوانغدونغ جين).
يُعتبر تشين لين بطلاً في كل من كوريا والصين نظرًا لدوره الكبير في كسب حرب إمجين وهزيمة اليابانيين.  اليوم ينتشر نسله في أنحاء جنوب الصين وكوريا.

## حياته المهنية
كان تشين لين من مواطني مقاطعة وينغيوان، شاوغوان، مقاطعة غوانغدونغ. 

### غوانغدونغ
قمع تشين انتفاضات 1562 في شاوزو ويينغدا في غوانغدونغ وتم ترقيته لاحقًا إلى شيوبي غوانغدونغ"Shoubei of Guangdong".  شارك تشين في حملات مختلفة في جنوب الصين ضد المتمردين وانتفاضات الفلاحين بعد ذلك. في شهر مايو من العام الأربعين لحكم الإمبراطور وانلي، منحت محكمة مينغ تشين مهمة معلم ولي العهد (太子 太保) وسمحت له بأن يكون اللقلب وراثيًا. في العام 46 من عهد وانلي، منح تشين ابنه تشين جيو شيانغ (陈 九 相) اللقب والميراث. 

### كوريا واليابان
تم إرسال تشين لين في عام 1598 للمساعدة في صد اليابانيين في غزوات هيده-يوشي لكوريا، بالتعاون مع الأدميرال الكوري إي سن شن. كانت هذه المساعدة استجابة لطلب من مملكة جوسون. قاتل كل من تشين وإي سويةً في معركة نوريانغ، التي إنتهت بإنتصار كوريا والصين وإنهاء محاولات هي-هديوشي لغزو كوريا.

### المياو وغويتشو
بعد حملته في كوريا، تمت ترقية تشين وتم وضعه على رأس القوات في هونان وغوانغدونغ. قاد القوات لقمع انتفاضة ش في زونيي بمقاطعة غويتشو. .

## حرب إيميجن
في يونيو 1592، من أجل محاربة الغزو الياباني لجوسون، أصبح تشين لين الجنرال الرئيسي للكتيبة السابعة.  تم تعيينه نائبًا عامًا لشينشويو (신 추우 부장،神 樞 右 副將) في أكتوبر من ذلك العام. 
في عام 1593، أصبح نائب القائد الأعلى للقراصنة المناهضين لليابان في جيلين ولياونينغ وباودينغ وشاندونغ وأماكن أخرى ((薊遼保定山東等處防海倭副總兵). ونائب القائد العام للإدارة العسكرية العامة لمدينة لانغشوجي. 
في 9 سبتمبر 1597 (العام الخامس والعشرون من حكم وانلي)، تم تعيينه نائباً للرئيس وأمر بقيادة 5000 جندي من مقاطعة غوانغدونغ لإنقاذ جوسون. 
في 17 أكتوبر من نفس العام، تم تعيين تشين رسميًا كحاكم إقليمي (署 都督 僉 事) لمساهمته في قمع مهاجري غوانغسيو جامغي. 
في عام 1597، السنة الثلاثين لحكم الملك سونجو، انضم تشين إلى جوسون مع 5000 بحار وأنشأ قوة بحرية مشتركة مع الأدميرال إي سن شن أعجب إي بشدة بقيادة تشين ومهاراته في القتال. خلال المعركة البحرية، توفي الأدميرال إي، كان تشن لين وإي صديقين وحليفين، ساعدوا بعضهم البعض وأنقذوا بعضهم البعض عدة مرات. عندما دعا تشن لين الأدميرال إي ليشكره على قدومه لمساعدته بعد المعركة، قابله إي وان، الذي أعلن عن وفاة عمه.  يقال إن تشن نفسه أصيب بصدمة شديدة.  أبلغ تشن لين في وقت لاحق أنباء وفاة إي إلى الإمبراطور وانلي، حيث من الإمبراطور الهدايا والتشريفات لتشن وإي. حصل تشين على ثماني جوائز تقديراً لبراعته في المعركة.  بعد الحرب، منح الكوريون والمينغ تشين لقب غوانغدونغ ماستر (廣東 伯). 

### معركة نوريانغ
هاجمت القوة المتحالفة، المؤلفة من حوالي 150 سفينة صينية من جوسون ومينغ، بقيادة الأدميرالان إي سن شن وتشين لين، الأسطول الياباني ودمرت أو أسرت أكثر من نصف السفن اليابانية الـ 500 بقيادة شيمازو يوشيهيرو، والتي كانت تحاول الوصول إلى كونيشي يوكيناجا. تقهقر الناجون الذين تعرضوا للقصف من أسطول شيمازو إلى بوسان وعادوا إلى اليابان بعد بضعة أيام. وفي ذروة المعركة، أصيب إي برصاصة من قربينة وتوفي بعد ذلك بوقت قصير. أبلغ تشين لين الإمبراطور وانلي بهذه الأخبار.

## أحفاده
توفي تشين لأسباب طبيعية. واليوم، ينتشر أحفاده في جميع أنحاء مقاطعات غوانغدونغ، وغوانجشي، وسيتشوان، وكذلك كوريا.
تشين لين هو مؤسس إحدى العشائر الكورية، عشيرة غوانغدونغ جين. في عام 1644، في نهاية عهد أسرة مينغ، لم يرغب تشين يونجسو (أحد أحفاد تشين لين) بإعطاء الولاء لسلالة كينغ "Qing" الناشئة، لذلك هرب تشين إلى جوسون كوريا، حيث رحب به الشعب الكوري بحرارة ووفروا له الحماية باعتباره سليل البطل لين. استقر تشين في مقاطعة جولا الجنوبية.  تضم عشيرة غوانغدونغ جين "Gwandong Jin" اليوم أكثر من 300 أسرة وأكثر من 1200-2000 شخص. 

## في الثقافة الحديثة

### الأفلام والدراما
- حرب إيميجن (دراما)، 1985 ~ 1986. بواسطة MBC. الممثل: غوغ جيونغ-هوان
- الإمبراطور الخالد: إي سن شن (دراما) 2004 ~ 2005 بواسطة KBS. الممثل: كيم ها-كيون
- Jingbirok (دراما)، 2015 بواسطة KBS. الممثل: باي دو-هوان
- حرب إيميجين 1592 (فيلم)، 2016 بواسطة KBS. الممثل: تشو هانغ- هوين.

## إنظر أيضًا
معركة نوريانغ
حرب إيميجن
إي سن شن